# Tirunesh Dibaba

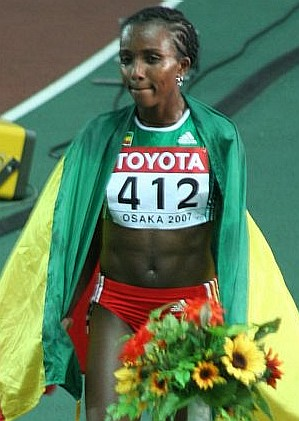
Met vlag en bloemen na haar overwinning op de 10.000 m tijdens de WK van 2007 in Osaka.

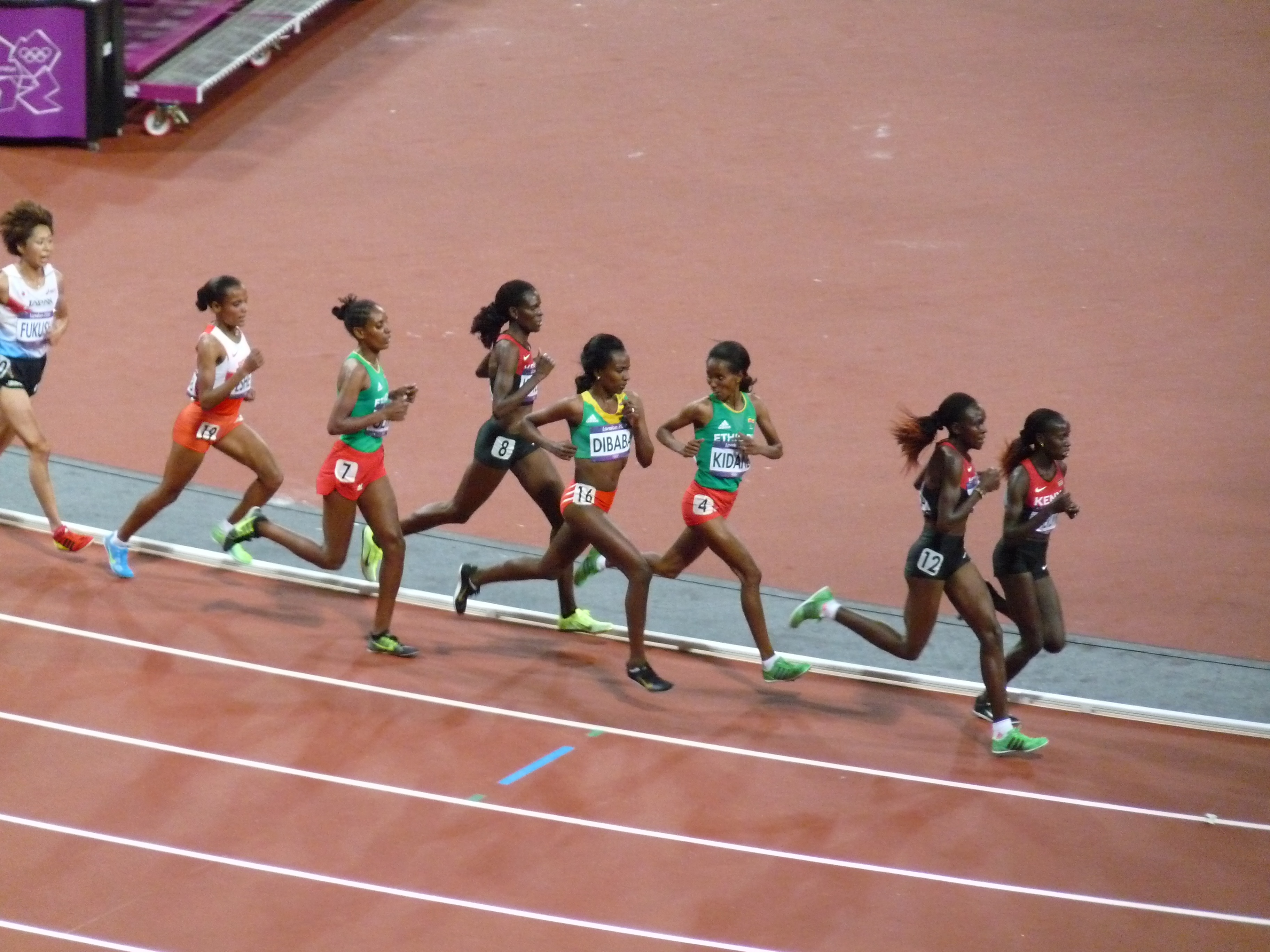
Tirunesh Dibaba loopt nog in vierde positie tijdens de 10.000 m-finale op de OS van 2012 in Londen.

Tirunesh Dibaba Keneni (Bekojo, 1 juni 1985) is een Ethiopische langeafstandsloopster. Ze werd olympisch kampioene op de 5000 (eenmaal) en 10.000 m (tweemaal), wereldkampioene op de 5000 m (tweemaal), 10.000 m (tweemaal) en bij het veldlopen (vijfmaal). Ook had ze van 2008 tot ver in 2020 het wereldrecord in handen op de 5000 m (outdoor) en van 2009 tot 2015 het wereldrecord op de 15 km. Ze is op de marathon de zesde (peildatum oktober 2020) snelste vrouw aller tijden. Ze won één major marathon, in 2017 de Chicago Marathon.
Haar bijnaam luidt Babyface Killer vanwege haar kinderlijke uitstraling en sterke eindschot.

## Biografie

### Telg uit sportief gezin
Dibaba is de vierde uit een gezin van in totaal zes kinderen. Het is een atletisch gezin, want haar oudere zuster Ejegayehu Dibaba won zilver op de 10.000 m tijdens de Olympische Spelen van 2004 en haar broer Dejene wordt gezien als een toekomstige ster. Sinds enkele jaren maakt bovendien haar jongere zuster Genzebe furore; die vestigde inmiddels al wereldindoorrecords op de 1500 m, 3000 m, 2 Engelse mijl en de 5000 m. Ten slotte werd haar nicht Derartu Tulu olympisch kampioene op de 10.000 m in 1992 en 2000. Tirunesh Dibaba begon zelf op veertienjarige leeftijd met atletiek.

### Jongste wereldkampioene ooit
Dibaba's eerste optreden op een groot internationaal toernooi vond plaats in 2001, toen zij als vijftienjarige deelnam aan de wereldkampioenschappen veldlopen in het Belgische Oostende en zij bij de meisjes als vijfde finishte in de veldloop over 5,9 km. Een jaar later veroverde zij op ditzelfde kampioenschap in Dublin al haar eerste medaille, want ditmaal finishte zij de 6,070 km lange veldloop na 20.14 en dat was slechts één seconde langzamer dan winnares Viola Kibiwot uit Kenia. Vervolgens legde zij in 2002 met een tijd van 15.55,99 op de 5000 m ook beslag op het zilver bij de wereldkampioenschappen voor junioren in Kingston, Jamaica, vlak achter de winnares, haar landgenote Meseret Defar.
In 2003 veroverde zij haar eerste goud. Tijdens de WK veldlopen in Lausanne wist Dibaba bij de meisjes op de 6215 meter lange omloop haar meest directe concurrente, de Keniaanse Peninah Chepchumba, in 20.21 één seconde voor te blijven en werd voor het eerst wereldkampioene, bij de meisjes. Later, tijdens het baanseizoen, werd zij op de 5000 m bij de Afro-Aziatische Spelen in 15.48,21 weer eens tweede en was het andermaal Defar (eerste in 15.47,69), die haar van de overwinning afhield. Ten slotte sloeg zij dat jaar ook bij de senioren haar slag: op de wereldkampioenschappen in Parijs zegevierde Dibaba op de 5000 m afgetekend in 14.51,67. Op haar negentiende was zij hiermee de jongste atlete die op een WK voor senioren ooit goud had veroverd op een individueel nummer.

### Eerste olympische medaille
Op de Olympische Spelen van 2004 in Athene moest Tirunesh Dibaba op de 5000 m echter weer eens haar meerdere erkennen in Meseret Defar (goud), die eerder dat jaar ook al wereldindoorkampioene was geworden op de 3000 m. Bovendien wist de Keniaanse Isabella Ochichi (zilver) haar ook nog voor te blijven. Voor Dibaba restte ditmaal het brons.
Bijzonder was een jaar later haar overwinning tijdens de Boston Indoor Games op de 5000 m, want in het Reggie Lewis Center won ze niet alleen goud, zij deed dit ook in een tijd van 14.32,93. Hiermee verbeterde Dibaba het wereldindoorrecord, dat op naam stond van haar landgenote Berhane Adere, met bijna zeven seconden. Twee jaar later zou ze dit record verder aanscherpen tot 14.27,42.

### Wereldkampioene op twee afstanden
Het jaar 2005 kenmerkte zich vooral door een tweetal dubbelslagen die Tirunesh Dibaba uitvoerde. Allereerst wist zij in maart, tijdens het WK veldlopen in Saint-Galmier, na het winnen van de lange veldloop op zaterdag, een dag later ook op de korte omloop te zegevieren. Later dat jaar won zij op de WK van 2005 in Helsinki een gouden medaille op zowel de 10.000 m als de 5000 m. Op de eerste afstand werd het een Ethiopisch onderonsje; na een felle eindsprint rekende zij in 30.24,02 af met Berhane Adere (tweede in 30.25,41) en haar zus Ejegayehu Dibaba (derde in 30.26,00). Op de 5000 m waren zelfs de eerste vier plaatsen voor Ethiopische loopsters, met opnieuw Tirunesh Dibaba in 14.38,59 voorop, gevolgd door Meseret Defar in 14.39,54, zus Ejegayehu in 14.42,47, ook hier als derde, en Meselech Melkamu in 14.43,47 als vierde. Tirunesh Dibaba is hiermee de eerste atlete die beide afstanden op een wereldkampioenschap wist te winnen. Eerder, op 3 april 2005, had zij ook, in 14.51, de 5 km van Carlsbad gewonnen.
In 2006 deed Dibaba op de WK veldlopen in Fukuoka een nieuwe poging om beide afstanden bij de vrouwen te winnen. Op de lange afstand lukte haar dat; in de eindsprint van de 8 km lange veldloop wist zij de lange tijd aan de leiding liggende Lornah Kiplagat van zich af te schudden en als eerste de finish te passeren. Op de korte afstand mislukte haar greep naar de winst echter, moest ze zelfs voortijdig opgeven.
Vervolgens prolongeerde ze in 2007 op de WK in Osaka haar titel op de 10.000 m met een tijd van 31.55,41. Dit ondanks een struikeling halverwege de race en pijn in haar onderbuik gedurende de gehele race.

### Driemaal olympisch goud en eenmaal brons
Tijdens de Bislett Games, een Golden League meeting op 6 juni 2008 in Oslo, verbeterde Dibaba met 14.11,15 het wereldrecord op de 5000 m, dat in handen was van Meseret Defar, met een goede 5 seconden. Op de Olympische Spelen in 2008 pakte ze, naast het olympisch goud op de 5000 en 10.000 m, ook het olympisch record op de 10.000 m met 29.54,58. Vier jaar later prolongeerde ze bij de Olympische Spelen in Londen haar olympische titel op de 10.000 m en moest ze genoegen nemen met een bronzen medaille op de 5000 m.

### Derde WK-titel op 10.000 m
Dibaba kwam bij de WK van 2013 in Moskou alleen uit op de 10.000 m en niet op de 5000 m. Tegelijkertijd kwam concurrente en landgenote Meseret Defar, de ranglijstaanvoerster op de 10.000 m, alleen uit op de 5000 m. De Ethiopische bond had voor deze opstelling gekozen, om de kans op Ethiopisch goud op beide afstanden zo groot mogelijk te laten zijn. In deze opzet slaagde de bond, beide loopsters behaalden goud. Dibaba won in 30.43,35 voor Gladys Cherono en Belaynesh Oljira.

### Marathondebuut
In november 2014 werd bekend, dat Tirunesh Dibaba, die is getrouwd met de langeafstandsatleet Sileshi Sihine, in verwachting was van haar eerste kind. Dit betekent dat zij in 2015 niet in actie zal komen en dus ook haar wereldtitel op de 10.000 m niet zal kunnen verdedigen op de WK in Peking. In april van dat jaar had zij juist haar debuut gemaakt op de marathon door in Londen derde te worden in 2:20.35, een van de snelste debuutmarathons ooit.

### Olympische Spelen 2016
Op vrijdag 12 augustus, bij de start van het olympisch atletiektoernooi in Rio de Janeiro, moest Dibaba op de 10.000 meter haar meerdere erkennen in haar landgenote Almaz Ayana. Die zegevierde met een spectaculaire verbetering van het 23 jaar oude wereldrecord van de Chinese Wang Junxia. Die mondiale toptijd staat te boek als een "dopingrecord". Dibaba (30) noteerde weliswaar een persoonlijk record, maar eindigde desondanks op de derde plaats, met een achterstand van 25 seconden op de verbluffend snelle Ayana.
Ayana, de regerend wereldkampioene op de 5.000 meter, had Dibaba in juni ook al weten te verrassen: ze bracht haar succesvolle landgenote de eerste nederlaag toe op de 10.000 meter. Dat gebeurde tijdens de Ethiopische kwalificatiewedstrijden voor de Spelen van Rio de Janeiro. Ze bleef bij die gelegenheid slechts één seconde verwijderd van het Dibaba's wereldrecord. Dibaba raakte zelf ook in opspraak. Ze verbleef in een Spaans hotel met Jama Aden, de Somalisch-Britse coach van haar jongere zus Genzebe. De politie trof bij een inval verboden middelen aan. De zusjes Dibaba kregen echter toestemming om deel te nemen in Rio.

## Titels
- Olympisch kampioene 5000 m - 2008
- Olympisch kampioene 10.000 m - 2008, 2012
- Wereldkampioene 5000 m - 2003, 2005
- Wereldkampioene 10.000 m - 2005, 2007, 2013
- Wereldkampioene veldlopen (korte afstand) - 2005
- Wereldkampioene veldlopen (lange afstand) - 2005, 2006
- Wereldkampioene veldlopen - 2008
- Afrikaans kampioene 10.000 m - 2008, 2010
- Ethiopisch kampioene 5000 m - 2003
- Wereldjeugdkampioene veldlopen - 2003

## Persoonlijke records
Outdoor
| Onderdeel | Prestatie        | Datum            | Plaats         |
| --------- | ---------------- | ---------------- | -------------- |
| 3000 m    | 8.29,55          | 28 juli 2006     | Londen         |
| 5000 m    | 14.11,15 (ex-WR) | 6 juni 2008      | Oslo           |
| 10.000 m  | 29.42,56         | 12 augustus 2016 | Rio de Janeiro |

Weg
| Onderdeel      | Prestatie         | Datum            | Plaats         |
| -------------- | ----------------- | ---------------- | -------------- |
| 5 km           | 14.51             | 3 april 2005     | Carlsbad       |
| 10 km          | 30.30             | 1 september 2013 | Tilburg        |
| 15 km          | 46.28 (ex-WR; NR) | 15 november 2009 | Nijmegen       |
| 10 Eng. mijl   | 51.49             | 23 oktober 2016  | Portsmouth     |
| halve marathon | 1:06.50           | 10 februari 2017 | Ras al-Khaimah |
| 30 km          | 1:39.14           | 13 april 2014    | Londen         |
| marathon       | 2:17.56 (ex-NR)   | 23 april 2017    | Londen         |

Indoor
| Onderdeel   | Prestatie        | Datum            | Plaats     |
| ----------- | ---------------- | ---------------- | ---------- |
| 2000 m      | 5.47,26          | 2 februari 2013  | Boston     |
| 3000 m      | 8.33,37          | 26 januari 2008  | Boston     |
| 2 Eng. mijl | 9.12,23          | 20 februari 2010 | Birmingham |
| 5000 m      | 14.27,42 (ex-WR) | 27 januari 2007  | Boston     |

## Palmares

### 3000 m
- 2006:  Wereldbeker - 8.33,78
- 2006:  Wereldatletiekfinale - 8.34,74

### 5000 m
Kampioenschappen
- 2002:  WJK - 15.55,99
- 2003:  Afro-Aziatische Spelen - 15.48,21
- 2003:  WK - 14.51,72
- 2003:  Wereldatletiekfinale - 14.57,87
- 2004:  OS - 14.51,83
- 2005:  WK - 14.38,59
- 2005:  Wereldatletiekfinale - 14.46,84
- 2006:  Afrikaanse kamp. - 15.56,04
- 2006:  Wereldatletiekfinale - 16.04,77
- 2008:  OS - 15.41,40
- 2009:  Wereldatletiekfinale - 15.25,92
- 2012:  OS - 15.05,15

Golden League-podiumplekken
- 2003:  Bislett Games – 14.39,94
- 2005:  Golden Gala – 14.32,57
- 2006:  Bislett Games – 14.30,40
- 2006:  Meeting Gaz de France – 14.54,24
- 2006:  Golden Gala – 14.52,37
- 2006:  Weltklasse Zürich – 14.45,73
- 2006:  Memorial Van Damme – 14.30,63
- 2006:  ISTAF – 15.02,87
- 2007:  Meeting Gaz de France – 15.21,84
- 2008:  Bislett Games – 14.11,15 (WR)
- 2008:  Golden Gala – 14.36,58

Diamond League-podiumplekken
- 2010:  Adidas Grand Prix – 15.11,34
- 2010:  Prefontaine Classic – 14.34,07
- 2010:  London Grand Prix – 14.36,41
- 2012:  Adidas Grand Prix – 14.50,80
- 2013:  Prefontaine Classic – 14.42,01
- 2013:  Meeting Areva – 14.23,68
- 2013:  Weltklasse Zürich – 14.34,82

### 10.000 m
Kampioenschappen
- 2005:  WK - 30.24,02
- 2007:  WK - 31.55,41
- 2008:  Afrikaanse kamp. - 30.24,02
- 2008:  OS - 29.54,58
- 2010:  Afrikaanse kamp. - 31.51,39
- 2012:  OS - 30.20,75
- 2013:  WK - 30.43,35
- 2016:  OS - 29.42,56
- 2017:  WK - 31.02,69

Diamond League-podiumplekken
- 2012:  Prefontaine Classic – 30.24,39

### 10 km
- 2013:  Great Manchester Run - 30.49
- 2014:  Great Manchester Run - 31.09
- 2016:  Great Manchester Run - 31.16
- 2018:  San Silvestre Vallecana - 30.40 (niet-recordwaardig parcours)

### 15 km
- 2009:  Zevenheuvelenloop - 46.28 (WR)
- 2012:  Zevenheuvelenloop - 47.08 (WB)
- 2013:  Zevenheuvelenloop - 48.43

### 10 Eng. mijl
- 2016:  Great South Run - 51.49

### halve marathon
- 2012:  Great North Run - 1:07.35
- 2017: 5e halve marathon van Ras al-Khaimah - 1:06.50
- 2018: 6e halve marathon van New Delhi - 1:08.37

### marathon
- 2014:  marathon van Londen - 2:20.35
- 2017:  Chicago Marathon – 2:18.31
- 2017:  marathon van Londen - 2:17.56
- 2018:  marathon van Berlijn - 2:18.55

### veldlopen
- 2001: 5e WK voor junioren (afstand 5,9 km) - 22.08
- 2002:  WK voor junioren (afstand 6,070 km) - 20.14
- 2003: 7e WK (korte afstand = 4,03 km) - 12.54
- 2003:  WK voor junioren (afstand 6,215 km) - 20.21
- 2004:  WK (korte afstand = 4 km) - 13.09
- 2005:  WK (lange afstand = 8,108 km) - 26.34
- 2005:  WK (korte afstand = 4,196 km) - 13.15
- 2006: DNF WK (korte afstand)
- 2006:  WK - 25.21
- 2007:  WK - 26.47
- 2008:  WK - 25.10
- 2010: 4e WK in Bydgoszcz - 24.38

1996: Wang Junxia ·
2000: Gabriela Szabó ·
2004: Meseret Defar ·
2008: Tirunesh Dibaba ·
2012: Meseret Defar ·
2016: Vivian Cheruiyot ·
2020: Sifan Hassan ·
2024: Beatrice Chebet
1988: Olga Bondarenko ·
1992: Derartu Tulu ·
1996: Fernanda Ribeiro ·
2000: Derartu Tulu ·
2004: Xing Huina ·
2008: Tirunesh Dibaba ·
2012: Tirunesh Dibaba ·
2016: Almaz Ayana ·
2020: Sifan Hassan ·
2024: Beatrice Chebet
1995 Sonia O'Sullivan ·
1997 Gabriela Szabó ·
1999 Gabriela Szabó ·
2001 Olga Jegorova ·
2003 Tirunesh Dibaba ·
2005 Tirunesh Dibaba ·
2007 Meseret Defar ·
2009 Vivian Cheruiyot ·
2011 Vivian Cheruiyot ·
2013 Meseret Defar ·
2015 Almaz Ayana ·
2017 Hellen Obiri ·
2019 Hellen Obiri ·
2022 Gudaf Tsegay ·
2023 Faith Chepngetich Kipyegon
1987 Ingrid Kristiansen ·
1991 Liz McColgan ·
1993 Wang Junxia ·
1995 Fernanda Ribeiro ·
1997 Sally Barsosio ·
1999 Gete Wami ·
2001 Derartu Tulu ·
2003 Berhane Adere ·
2005 Tirunesh Dibaba ·
2007 Tirunesh Dibaba ·
2009 Linet Masai ·
2011 Vivian Cheruiyot ·
2013 Tirunesh Dibaba ·
2015 Vivian Cheruiyot ·
2017: Almaz Ayana ·
2019 Sifan Hassan ·
2022 Letesenbet Gidey ·
2023 Gudaf Tsegay